# Hoffellsjökull
De Hoffellsjökull is een gletsjer (jökull is IJslands voor gletsjer) in de gemeente Hornafjörður in het zuiden van IJsland op ongeveer 15 kilometer ten noorden van het plaatsje Höfn.
De gletsjer is een van de vele uitlopers van de grote Vatnajökull. Even ten zuiden van de gletsjer ligt Hoffell, een boerderij die reeds uit de kolonisatieperiode van IJsland (zo rond 870 na Christus) stamt. Van deze boerderij loopt een grind- en gruisweggetje naar de gletsjer. In de buurt van de boerderij bevindt zich een bron, waar warm water uit de grond komt. Het smeltwater van de gletsjer stroomt weg via de Hoffellsá, die uiteindelijk in de Hornafjörður uitmondt.